# Allobates masniger
Allobates masniger (Morales, 2002) è un anfibio anuro appartenente alla famiglia degli Aromobatidi.

## Distribuzione e habitat
È una specie endemica del bacino del Rio Tapajós nel Pará in Brasile. Essa si trova a 100 m di altitudine.